# Синъё
Синъё (яп. 神鷹 Синъё:, «божественный ястреб»), иногда встречается написание Синьё — лёгкий японский авианосец времён Второй мировой войны. Произносится так же как 震洋 (яп. 神鷹 Синъё:, «лодка-самоубийца») (см. Синъё (лодки-самоубийцы)).
Представлял собой переоборудованный немецкий пассажирский лайнер «Шарнхорст» (англ. SS Scharnhorst). Имел два самолётоподъёмника. Вошёл в состав флота в июле 1944 года.
Потоплен 17 ноября 1944 года четырьмя торпедами американской подводной лодки Spadefish. Торпедная атака спровоцировала детонацию авиационного топлива и сильнейший пожар. Погибло 1130 военнослужащих японского императорского флота, спаслось лишь 70 человек.